# Torre del Lago Puccini
Torre del Lago Puccini, aussi appelé simplement Torre del Lago, est un  village de près de 11 000 habitants, une frazione de la commune de Viareggio, dans la province de Lucques, dans la région Toscane en Italie, située entre le lac de Massaciuccoli et la mer Tyrrhénienne.
Le quartier du village sur la mer (Marina di Torre del Lago) est bien connu pour être une station balnéaire importante du tourisme gay et lesbien (Friendly Versilia).

## Festival Puccini
Le Festival Puccini (it), un festival d'opéra qui attire chaque année près de 40 000 participants, se déroule dans son théâtre en plein air, à une courte distance de la villa où le compositeur d'opéra Giacomo Puccini a vécu et travaillé. Il est enterré dans une petite chapelle à l'intérieur de la villa, maintenant un musée.

## LesWeek
LesWeek est un événement destiné aux lesbiennes qui se déroule durant une semaine chaque année en juillet dans la marina de Torre del Lago Puccini depuis 2007. C'est le plus important événement lesbien d'Italie. 
Le slogan du festival est la settimana donne a Torre del Lago (la semaine des femmes à Torre del Lago).
L'organisateur principal est mamamia group. Lors de chaque édition, une miss Gaya est élue.